# Pupina complanata
Pupina complanata е вид коремоного от семейство Pupinidae.

## Разпространение
Видът е разпространен в Маршалови острови и Микронезия.